# Shruti (Musik)
Als Shruti (sanskrit, f., श्रुति, śruti) bezeichnet die indische Musiktheorie den kleinsten Tonabstand zur Bestimmung der Intervallgröße und Position von Tönen innerhalb einer Oktave.
Während das temperierte Tonsystem der westlichen Musik die Oktave in 12 gleich große Halbtonschritte unterteilt, teilt die indische Musiklehre die Oktave in 22 gleich große Shrutis ein. Da diese kleiner als Halbtonschritte sind, werden sie in der westlichen Musiktheorie als Mikrointervalle aufgefasst.
Die Theorie der 22 Shrutis taucht erstmals in Bharata Munis um die Zeitenwende verfasstem Werk Natyashastra auf, in dem er die Grundlagen der altindischen Gandharva-Musik darstellte.

## Verteilung der 22 Shrutis im Oktavraum
Der Grundton Sa und die Quinte Pa sind unveränderliche Rahmenintervalle, die restlichen Tonstufenregionen verfügen je nach gewählter Materialskala über eine Variationsbreite von bis zu vier Shrutis.
Die nachfolgend verwendeten Tonbuchstaben entsprechen den sieben indischen Solmisationssilben Sa, Ri, Ga, Ma, Pa, Dha und Ni. Die Zahlen stehen für die möglichen Shruti-Positionen eines Tons:
S R1 R2 R3 R4 G1 G2 G3 G4 M1 M2 M3 M4 P D1 D2 D3 D4 N1 N2 N3 N4 S